# Казаурийская хроника
Казаурийская хроника (итал. Chronicon Casauriense), или Книга средств, или хроника Казаурийского монастыря (лат. Liber instrumentorum seu chronicorum monasterii Casauriensis) — средневековая летопись аббатства Сан-Клементе-а-Казаурия на латинском языке, охватывающая период с 866 по 1182 год и написанная в конце XII века. Автором хроники является монах Джованни ди Берардо (лат. Johannes Berardi), который создал её по благословению аббата Леоната. Работа представляет собой рукописный кодекс, автор которого подписался именем Магистер Рустикус (лат. Magister Rusticus), то есть «сельский учитель». Им же созданы многочисленные миниатюры на листах рукописи.

## История
Автор хроники, монах-бенедиктинец Джованни ди Берардо, изначально составлял её в форме картулярия, то есть сборника актов о купле, продаже, привилегиях, пожертвованиях и других документах, связанных с благословениями Пап аббатству. Однако, содержание записей не нейтрально. В примечаниях наблюдается сильная враждебность к норманнам, предположительно, из-за их агрессивного отношения к монастырю, который был разрушен Уго Мальмоццетто, норманнским графом Маноппелло.
Хроника записана только на правых сторонах 272 листов пергамента. Общее число содержащихся в ней записей составляет 2153 документа. Хранилась в Неаполе с начала XV века во время правления династии Трастамара, затем перешла во владение Карла VIII, короля Франции во время его похода в Италию в 1494 году. В настоящее время хранится в Национальной библиотеке в Париже.